# Сирийская федерация
Сирийская федерация, официально также Федерация автономных государств Сирии — федеративное государство, существовавшее в период с 1922 года по 1925 год, состоящее из трёх государств — государства Алеппо, государства Дамаск и государства Алавитов.

## История
Федерация образована постановлением генерала Гуро от 28 июня 1922 года. Сначала было решено поочерёдно закрепить место правительства в Алеппо и Дамаске. 8 января 1923 года Дамаск стал постоянным центром правительства государства, что вызвало раскол. Федерация была официально распущена в то же время, что государство Алеппо и государство Дамаск были объединены в одно государство постановлением генерала Вейгана от 5 декабря 1924 года вступившим в силу с 1 января 1925 года.

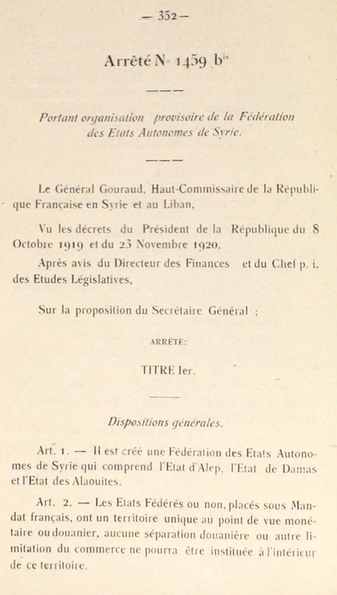
Постановление № 1459 о создании Федерации автономных государств Сирии, 28 июня 1922 года

## Государственное устройство
Субхи бей Баракат был единственным президентом Федерации. Законодательным органом был Совет Федерации (Conseil Fédéral), в который входили 15 делегатов от Представительных советов государств-участников.